# Sofia Costoulas
Sofia Costoulas (* 2. April 2005 in Genk) ist eine belgische Tennisspielerin.

## Karriere
Bei den Australian Open 2020 erreichte sie im Juniorinnendoppel mit Partnerin Antonia Ružić das Viertelfinale.
2021 gewann sie mit ihrer Partnerin Laura Hietaranta den Titel im Damendoppel des J1 Plowdiw. Bei den French Open erreichten die beiden das Achtelfinale im Juniorinnendoppel. In Wimbledon 2021 verloren die beiden das Finale im Juniorinnendoppel mit 1:6 und 2:6 gegen Kryszina Dsmitruk und Diana Schneider. Bei den US Open scheiterten die beiden bereits in der ersten Runde.
Bei den Australian Open 2022 erreichte Costoulas das Finale im Juniorinneneinzel, das sie mit 5:7 und 1:6 gegen Petra Marčinko verlor. Im Juniorinnendoppel scheiterte sie mit Partnerin Lucija Ćirić Bagarić in der ersten Runde.
Costoulas spielt vor allem auf der ITF Women’s World Tennis Tour, wo sie bislang 4 Turniersiege im Einzel und 3 im Doppel erringen konnte.
In der deutschen 1. Tennis-Bundesliga spielte Costoulas 2021 für den Marienburger SC.

## Turniersiege

### Einzel
| Nr. | Datum            | Turnier     | Kategorie | Belag             | Finalgegnerin           | Ergebnis |
| --- | ---------------- | ----------- | --------- | ----------------- | ----------------------- | -------- |
| 1.  | 20. Mai 2023     | Feld am See | ITF W25   | Sand              | Lara Salden             | 6:3, 6:1 |
| 2.  | 3. Dezember 2023 | Limassol    | ITF W25   | Hartplatz         | Silvia Ambrosio         | 6:1, 6:3 |
| 3.  | 9. März 2025     | Helsinki    | ITF W35   | Hartplatz (Halle) | Yuriko Miyazaki         | 6:3, 7:5 |
| 4.  | 20. April 2025   | Calvi       | ITF W75   | Hartplatz         | Tessah Andrianjafitrimo | 7:5, 6:1 |

### Doppel
| Nr. | Datum            | Turnier   | Kategorie | Belag     | Partnerin           | Finalgegnerinnen                  | Ergebnis  |
| --- | ---------------- | --------- | --------- | --------- | ------------------- | --------------------------------- | --------- |
| 1.  | 15. Oktober 2022 | Hua Hin   | ITF W25   | Hartplatz | Punnin Kovapitukted | Risa Ushijima Wi Hwui-won         | 6:1, 6:2  |
| 2.  | 3. Juni 2023     | Troisdorf | ITF W25   | Sand      | Lara Salden         | Tilwith Di Girolami Chiara Scholl | 7:64, 6:4 |
| 3.  | 17. Juni 2023    | Tainan    | ITF W25   | Sand      | Li Yu-yun           | Lee Ya-hsin Lee Ya-hsuan          | 6:4, 6:4  |